# 陈陶遗
陈陶遗（1881年—1946年4月27日），原名公瑶，更名剑虹，一名水，字止斋，一字卧子，别字淘夷、陶怡，号道一、天真道人，中国江苏省金山县松隐镇（今属上海市金山区亭林镇）人。中国民主革命家、政治家，曾任南京臨時參議院副議長、孫傳芳手下之江蘇省長。

## 生平
清光绪廿七年（1901年），陈陶遗中秀才，此后他在松隐镇教书。清光绪卅一年（1905年），陈陶遗进松江的融斋师范学堂学习，因为和同学共同反对喜淫乐好赌博的学堂经理杨荫安而被学堂开除。此后他到日本早稻田大学攻读法政。在日本期间，陈陶遗经由其同乡高天梅介绍，和吴江的柳亚子等人加入了同盟会，陈陶遗遂决定更名为“剑虹”。不久陈陶遗奉命回国，和高天梅等人在上海创立了中国公学，作为同盟会设在上海的秘密机关。后健行公学成立，陈陶遗和柳亚子、高天梅、朱少屏等人任该公学的讲师，通过《法国革命史》、《黄帝魂》、《荡虏丛书》等教材宣传爱国主义、民族主义和民主革命。中国同盟会上海分会和中国同盟会江苏分会在健行公学内设立了秘密机关，并在此散发同盟会在日本东京出版的《民报》、《复报》、《汉帜》、《洞庭波》、《鹃声》等革命报刊。其间，孙中山经常来往于日本和南洋，每每途经上海，陈陶遗和柳亚子、高天梅、朱少屏等人多次到吴淞口外轮上面见孙中山并接受他的指示。
清光绪卅二年（1906年）秋，陈陶遗第二次来到日本。他在日本为同盟会做机要工作，又接办了《民报》以及《醒狮》周刊，并担任了暗杀部的副部长。其间，章太炎在日本讲学，陈陶遗是热心听众。章太炎给他改名为“陶遗”，意为“陶唐氏之遗民”。清光绪卅三年（1907年），陈陶遗继高天梅、章梓之后任中国同盟会江苏分会会长，并仍担任暗杀部副部长。同年初夏，陈陶遗奉命回国谋刺两广总督端方，事泄被捕，关入南京监狱，关押一年后经营救获释。端方曾亲自接见陈陶遗并想给他官职加以笼络，遭到他的拒绝。清宣统元年（1909年），柳亚子等人组织南社，陈陶遗为南社骨干。清宣统二年（1910年），陈陶遗奉命去南洋任教，并替同盟会在当地华侨界募款。1911年3月，黄兴、赵声等准备到广州发动起义，陈陶遗奉命赶赴广州，但途经香港时黄花岗起义已告失败，他无功而返。1911年10月，武昌起义成功后，陈陶遗携款从南洋赶回上海，接济经费短缺的沪军都督陈其美。此后，陈陶遗与马君武代表沪军到武昌联络，又和章梓等人到江苏省鼓吹革命，此后江苏省很快脱离清政府宣告独立。革命党人拥护陈陶遗任江苏都督，被陈陶遗辞让。南京临时政府成立后，陈陶遗被选为南京临时参议院副议长。
民国元年（1912年）8月，同盟会改组为国民党，陈陶遗当选国民党江苏省支部长，并随同孙中山、黄兴等到北京和袁世凯举行会谈。民国二年（1913年）3月，宋教仁被暗杀，此后孙中山、黄兴发动二次革命失败，被迫再次流亡海外，陈陶遗则回乡隐居，并掩护讨袁军第一师师长章梓和第三师师长冷遹来到松隐鎮避难。
民国十四年（1925年）冬，军阀孙传芳自封五省联军总司令，提出“苏人治苏”的主张，陈陶遗被朋友张一麐推荐到南京就任江苏省省长。
民国十五年（1926年），陈陶遗獲悉孙传芳密令吴江县公署逮捕柳亚子，便派人暗中提前通報柳亚子，使柳幸免于难。民国十六年（1927年）初，陈陶遗劝说孙传芳联合北伐的國民革命軍，但未被采纳，陈陶遗遂辭職。
民国廿二年（1933年），他应上海市临时参议会会长史量才邀請任该会秘书长。民国廿六年（1937年）日军进占上海，他因病留沪，此後汪精卫、冈村宁次曾邀請他出山任職，皆被他拒絕。抗日戰爭胜利后，1946年中国国民党要他出任上海市参议会议长，也遭其拒绝。民国卅五年（1946年）4月27日，陈陶遗去世，黄炎培等人为他治丧，亲友们用“贞毅”两字作为其谥号。